# Halicin
Halicin (SU-3327) ist eine heterocyclische Verbindung und ein Enzymhemmer gegen c-Jun-N-terminale Kinasen (JNK).
Ursprünglich für die Behandlung von Diabetes erwogen, kam Halicin als ein solches Medikament jedoch nie auf den Markt.
Im Jahr 2019 wurde Halicin jedoch von Forschern am Massachusetts Institute of Technology unter Verwendung eines In-Silico-Deep-Learning-(KI)-Ansatzes als potenzielles Breitbandantibiotikum identifiziert. Benannt wurde es nach HAL, dem fiktiven Computer des Films 2001: Odyssee im Weltraum. Nach Aussagen von Studienautoren ist es das erste Antibiotikum, das ohne jede Prämisse durch künstliche Intelligenz entdeckt wurde. Die Wirksamkeit von Halicin in lebenden Organismen wurde anschließend durch In-vitro-Zellkulturtests, gefolgt von In-vivo-Tests an Labormäusen bestätigt. Halicin wirkte in Tests gegen bislang multiresistente Bakterien wie Clostridium difficile, Acinetobacter baumannii und Mycobacterium tuberculosis mit einem bisher ungewöhnlichen Mechanismus, der vermutlich die Sequestrierung von Eisen in den Bakterienzellen beinhaltet und dadurch deren Fähigkeit beeinträchtigt, das pH-Gleichgewicht über die Zellmembran hinweg richtig zu regulieren. Anders als die meisten Antibiotika konnte Halicin seine Wirkung gegen Bakterienstämme beibehalten, die gegen alle bisherigen Medikamente resistent sind.
Eine Arzneimittelzulassung ist mit Stand 2020 nicht erfolgt, präklinische Studien sind geplant.